# 激情系
激情系（激情ハードコア, 激情系ハードコアとも）とは、ハードコア・パンクないしエモの派生ジャンル。

## 概要
インターネット上のSNSサイトやレコード会社を中心に使用されている。海外ではリアル・スクリーモ（Real Screamo）や、スクラムズ（Skramz）と言い換えられることが多い。似たような言葉に叙情系、叙情派などがあるが、あえて使い分ける場合、こちらは通常叙情派ニュースクールのことを指す。

## 音楽的特徴
これといって明確な定義はないものの、一般的にエモに分類されるバンドの中でも、とりわけ攻撃的な音楽性を持つバンドがこう呼ばれることが多い。より具体的に言うと、リアル・スクリーモ（初期型スクリーモ）、エモバイオレンス、エモ影響下のカオティック・ハードコアなどがそれにあたる。バンドによってその方向性は多様だが、概ね共通するのは、リアル・スクリーモやグラインドコア、ブラックメタルなどの流れを汲む、金切り声のようなスクリーチである。近年の主流となりつつあるスクリーモ/ポスト・ハードコアタイプと異なり、吐き出す様に発声され、技術的な部分はあまり必要とされない。クリーンボイスによる歌い上げパートを導入することも少ないが、スクリーチを行わない場合も、代わりに、スポークン・ワードと言い、淡々と詩を朗読するような歌唱法を用いる。一部のニュースクール・ハードコアバンドも激情系として扱われることがあるが、こちらは一般的に激情系と呼ばれるバンドに比べヘヴィメタル的な要素を積極的に取り入れている。近年のバンドの傾向として、ポストロックやシューゲイザーなどの音響系音楽に対するアプローチが強くなっている。

## 主なバンド
- akutagawa
- alt of the society
- Ampere[1]
- Aussitôt Mort
- Beau Navire
- Birth
- Circle Takes the Square
- Envy[2][3]
- Daïtro[4]
- Funeral Dinner[5]
- GANTZ
- Gauge Mesns Nothing
- Heaven in her arms[3]
- Hot Cross
- KAOSPILOT
- Kidcrash[6]
- Killie
- La Quiete[7]
- Lang
- Louise Cyphre
- Mihai Edrisch
- Neil Perry
- Orchid[8]
- Pianos Become the Teeth
- Pg.99[9]
- Portrait
- Portraits of Past
- quiqui
- Raein[10]
- The Saddest Landscape
- to overflow evidence
- Sans Visage
- Saetia
- Sleepytime Trio
- Suis La Lune
- Touché Amoré
- Yaphet Kotto[11]